# Alfred Futran
Alfred Futran (* 26. Januar 1901 in Berlin; † 10. September oder 9. Oktober 1970 in Frankfurt am Main) war ein deutscher Journalist und Apartheidsgegner.

## Leben und Wirken
Er stammte aus jüdischen Familien, die aus Osteuropa nach Deutschland eingewandert waren. Sein Vater Alexander Futran war Ingenieur, USPD-Mitglied, Ministerialdirektor und wurde später wegen seines Widerstandes gegen den Kapp-Putsch erschossen. Die Mutter war Gertrud Alexandrowitsch. Alfred hatte mindestens zwei jüngere Geschwister.
1918 wurde er USPD-Mitglied und 1920 KPD-Mitglied. 1929 trat er zur Kommunistische Partei-Opposition (KPO) über.
Er war mit Hans Weiss befreundet. 1933 emigrierte er mit Hilfe von Mildred Harnack über Prag nach Paris.
1935 zog Alfred Fultran nach Südafrika. Dort hatte er eine Leihbibliothek. Er engagierte sich im sozialen Bereich und hatte Kontakte zu schwarzen Apartheidsgegnern. Zu seinen deutschsprachigen Freunden gehörten Hans und Ruth Weiss und später auch Werner Ackermann. 1957 starb seine Frau.
In diesem Jahr kehrte Alfred Futran nach Deutschland zurück. Er wurde Redakteur der Frankfurter Rundschau, Mitglied der SPD und der IG Metall und hatte persönliche Kontakte zu Willy Brandt. In Frankfurt am Main gründete er die erste Anti-Apartheid-Gruppe in der Bundesrepublik.
Ein umfangreicher Nachlass befindet sich in der Universitätsbibliothek Frankfurt, darunter über 200 Farbfotografien aus Südafrika im Kolonialen Bildarchiv. Weitere Dokumente von ihm sind im Bundesarchiv (Friedrich-Ebert-Stiftung) aufbewahrt.